# Szlak Wybrzeża Abel Tasman

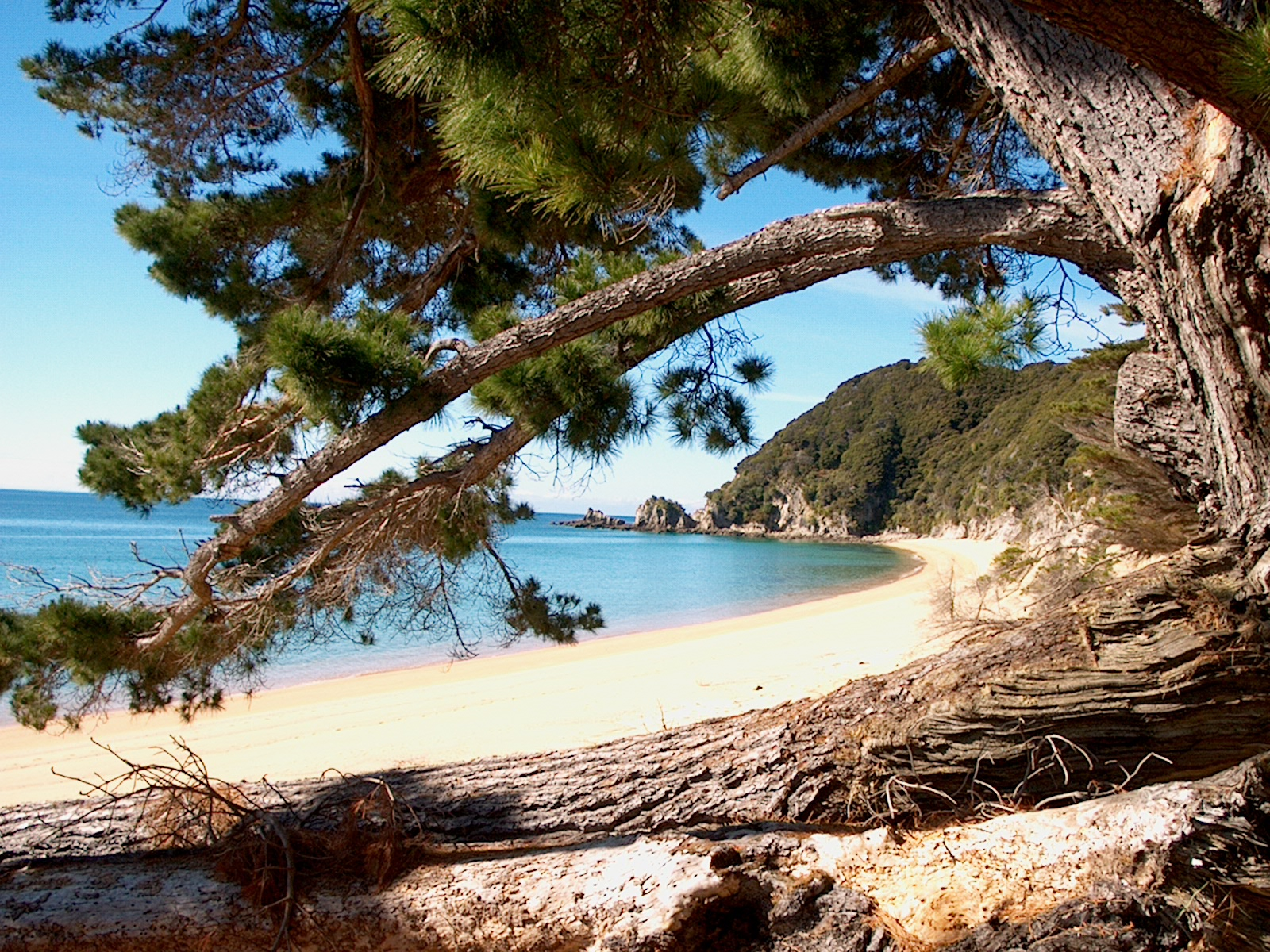
Jedna z plaż przy szlaku

Szlak Wybrzeża Abel Tasman (ang. Abel Tasman Coast Track) - szlak turystyczny w Abel Tasman National Park (Nowa Zelandia). Ze względu na wyjątkowe walory krajoznawcze i ponadprzeciętne przygotowanie bazy turystycznej wzdłuż jego trasy, szlak został włączony przez Department of Conservation do grupy Wielkich Szlaków.
Szlak ma długość 52 kilometrów i jest uważany za łatwy. Przez wszystkie strumienie na jego trasie przerzucone są mosty, niektóre części szlaku są dostosowane dla użytkowników wózków inwalidzkich, a jedyną nietypową trudnością jest konieczność zaplanowania przejścia niektórych fragmentów w czasie odpływu (w czasie przypływu są zalane). Widoki, z których szlak jest znany to piękne dzikie plaże i zatoczki oraz nietypowe nadmorskie formacje skalne, z których najbardziej rozpoznawalną jest Split Apple (Rozłupane Jabłko). Szlak Wybrzeża Abel Tasman jest powszechnie uważany za najlepiej przygotowany szlak w Nowej Zelandii, a nawet za najbardziej warte odwiedzenia miejsce w kraju. O prawdziwości tych stwierdzeń wydają się świadczyć liczby odwiedzających - rocznie w schroniskach i na polach namiotowych wzdłuż szlaku nocuje 30 000 osób, co sprawia, że jest to najpopularniejszy szlak w Nowej Zelandii.